# Dévidoir de ruban
 (février 2017).
Si vous disposez d'ouvrages ou d'articles de référence ou si vous connaissez des sites web de qualité traitant du thème abordé ici, merci de compléter l'article en donnant les références utiles à sa vérifiabilité et en les liant à la section « Notes et références ».

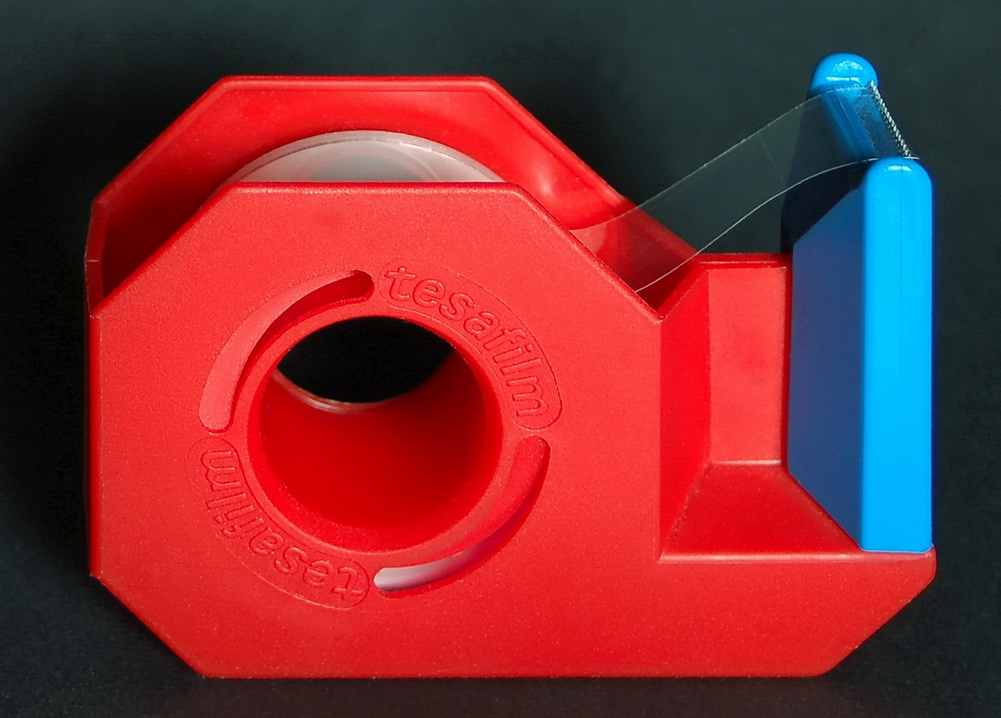
Un petit dévidoir de ruban.

Un dévidoir de ruban est une structure qui intègre un rouleau de ruban adhésif et un dispositif de découpe de ce ruban à son extrémité. La forme et la structure du dévidoir varient en fonction de la bande adhésive qu'il découpe. Le dévidoir le plus commun est le dévidoir de ruban adhésif transparent à usage domestique, scolaire, etc. Il est généralement fait de plastique et peut être jetable. Des dévidoirs plus sophistiqués comportent par exemple une gestion précise de découpe ou de mesure.

## Dévidoirs de poche

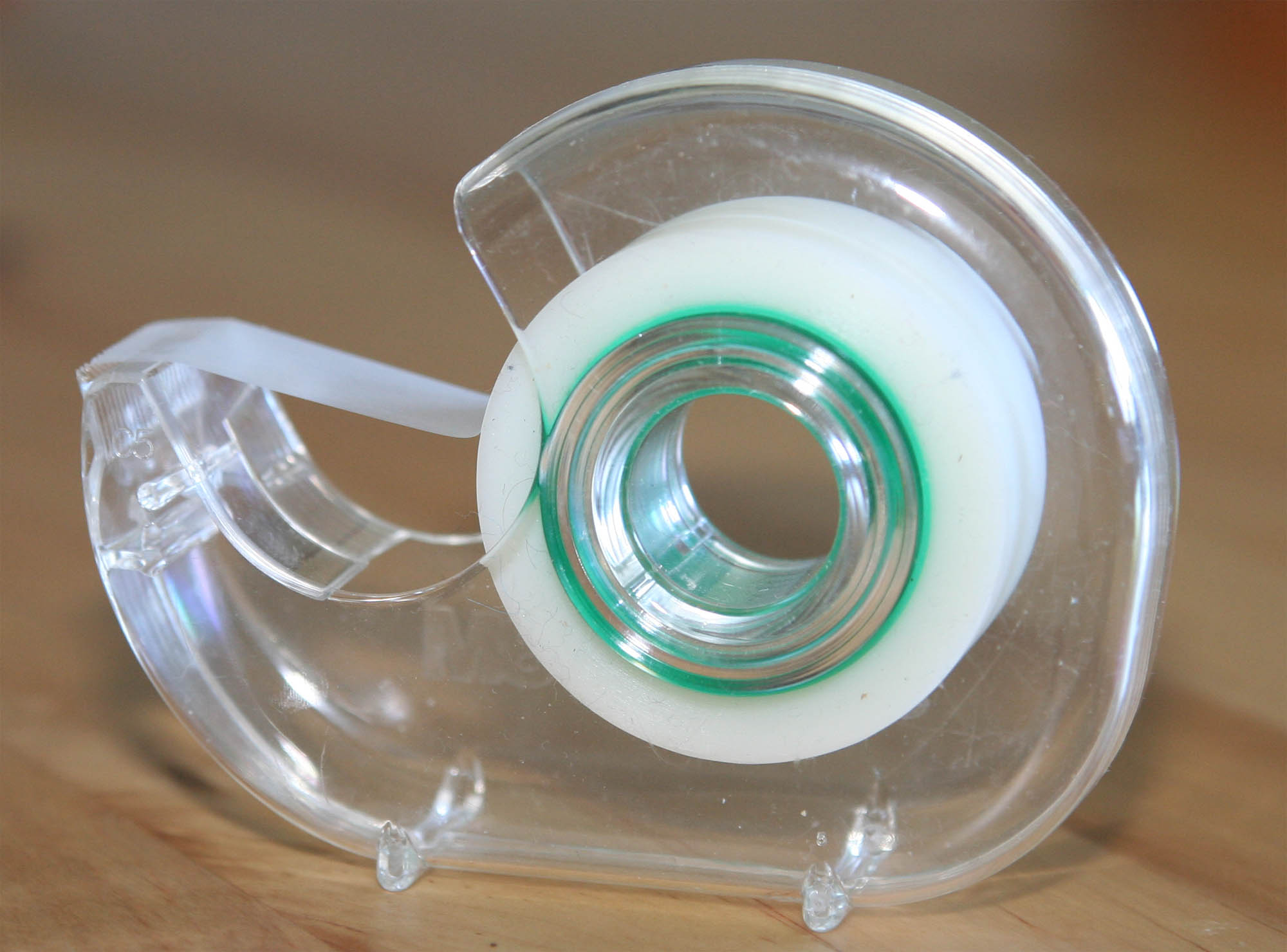
Dévidoir de poche.

Certains dévidoirs sont suffisamment petits pour offrir une prise en main aisée, permettant de découper le ruban adhésif rapidement et sans autre instrument.

## Dévidoirs de table
Ce dévidoir maintient le ruban et permet à l'utilisateur de dérouler le ruban et de le couper dans le même mouvement.

## Dévidoirs électroniques
Des dévidoirs électroniques permettent de couper le ruban à une longueur choisie par l'utilisateur. Ils sont principalement utilisés dans l'industrie pour des gains de productivité.

## Dévidoirs automatiques

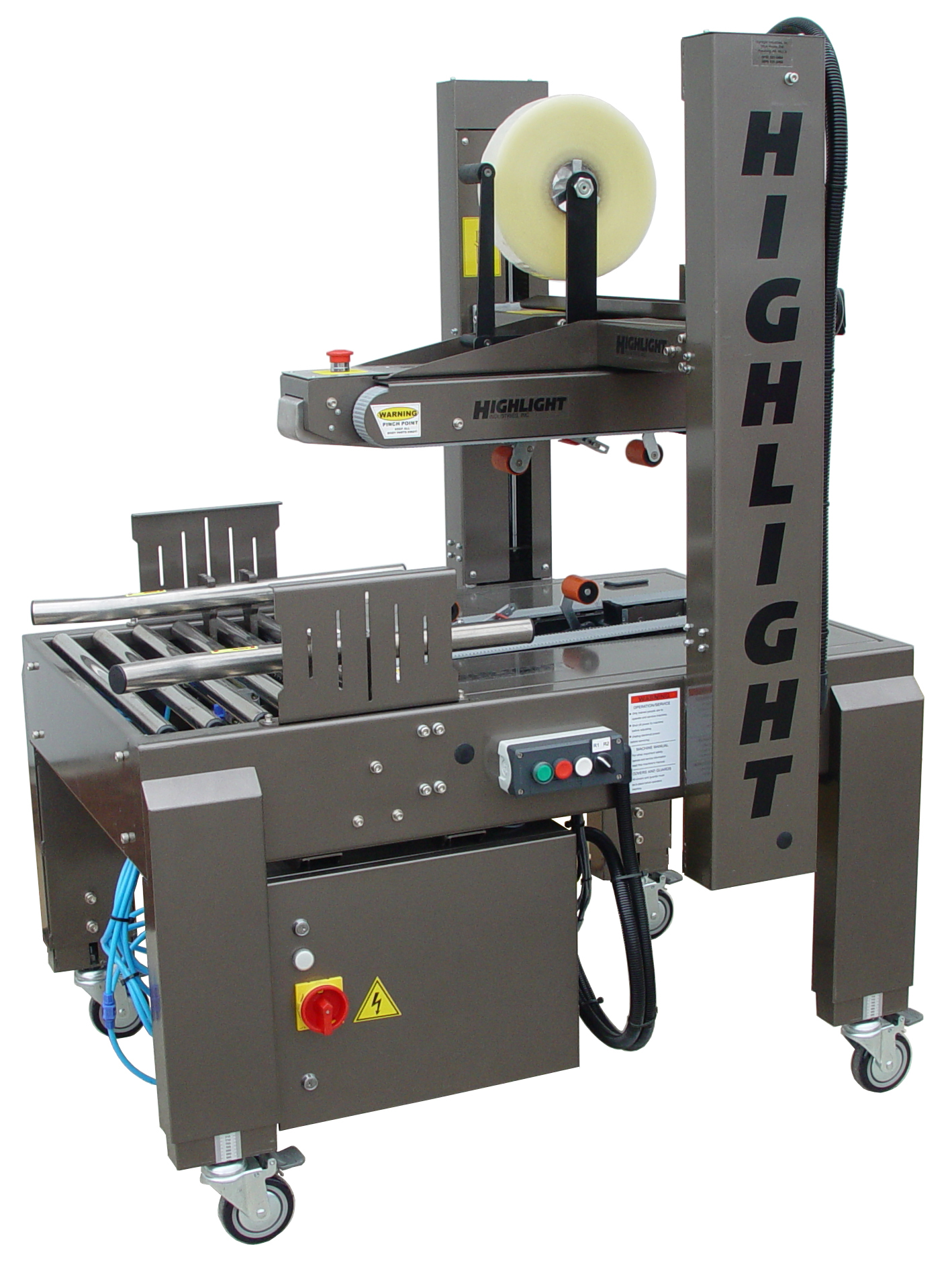
Dévidoir semi-automatique.

Avec les dévidoirs semi-automatiques, une fois déposé un objet, la machine se charge de coller le ruban adhésif à l'endroit indiqué. Cela permet un meilleur contrôle des quantités consommées et un gain en temps et confort. 
Il existe des équipements entièrement automatiques, aucun opérateur n'intervenant : les machines qui emballent les paquets sont automatiques.